# Taraxacum informe
Taraxacum informe — вид квіткових рослин з родини айстрових (Asteraceae). Вид зростає в Європі: Польща, Швейцарія; це багаторічна рослина помірних біомів.